# 弱視
弱視（じゃくし）とは、現在、単に医学用語における医学的弱視（amblyopia）を指すことが多い。ここではこの医学的弱視について述べる。
一方、日本においては昔から「一定限度以下の視力を有するものはすべて弱視とする」という定義があり、学校保健法などに記載されている弱視もこれに準ずる。この定義は、原因のいかんを問わずに一定以下の視力を有するもの全てを含んでいる(partially sightedness)。これらは医学的弱視に対して社会的、教育的弱視、またはロービジョンと呼ばれる。

## 定義
1960年代ではBngerterの「弱視とは器質的変化がないか、またはあってもそれによっては説明のつかない視力低下を指す」という定義が多く用いられていた。
植村(1964)は、「弱視とは視機能の発達過程において、先天性あるいは後天性の障害因子にとって正常の視的条件付けが障害され、あるいは異なった条件付けが成立するにいたったもの」と定義している。
Burian,von Noorden(1974)は、「弱視は検査によって明らかな原因が発見できず、適切な症例は治療により視力が回復しうる片眼性の視力低下」と定義しているが、後にvon Noordenはこれを修正し、両眼性の視力低下もこれに準ずるとし、その機序についても述べている (1974) 。
総じて、現在日本において、弱視とは視覚の発達期に視性刺激遮断あるいは異常な両眼相互作用によってもたらされる片眼あるいは両眼の視力低下で、眼の検査で器質的病変はみつからず、適切な症例は予防、治療が可能なもの（植村、1993）という定義が広く受け入れられている。
場合により医学的弱視（つまり本項目で述べられている「弱視」）は、社会的弱視（ロービジョン）に含まれる。

## 成因
1963年、Hubel,Wieselによる実験で、生後3ヶ月の子猫の片眼を縫合し視性刺激を遮断した場合、外側膝状体から後頭葉にかけての細胞の萎縮および発達不全が起こることが報告された。この現象が成熟した猫には見られないことから、初めて視覚の感受性期間 (critical period) が存在することが明らかになった。
以来研究が進み、電気生理学的研究の発達に伴い弱視の成因や本態の解明に進歩がみられている。ヒトの場合、視覚の感受性期間 (critical period) はおおむね生後7 - 9歳までとされており、生後2ヶ月から2歳頃までが感受性が最も強い。その感受性期間における、視性刺激遮断（黄斑部分のデフォーカス、形態覚遮断弱視、不同視弱視、屈折異常弱視）や異常な両眼相互作用（斜視弱視、微小角斜視弱視)が弱視の成因となりうる。

## 種類

### 形態覚遮断弱視/視性刺激遮断弱視(form vision deprivation amblyopia)
視性刺激遮断の感受性期に遮蔽などの形態覚刺激の遮断によって起こった一眼、または両眼の視力低下。
原因としては、先天白内障などによる透光体混濁、先天眼瞼下垂、医学的治療のための遮蔽による副作用（遮蔽弱視とも言う）などが挙げられる。近年弱視のメカニズムが解明されるにつれ、小児に対する片眼眼帯装用は避けられるようになったため、今日においては眼帯による遮蔽弱視の発生は減少していると思われる。

### 斜視弱視（strabismic amblyopia）
斜視があるか、または既往のあるもので眼には病的変化の認められない一眼の視力低下。諸説あるが、斜視眼中心窩へのデフォーカスとその抑制による網膜対応欠如、あるいは異常対応が原因と言われることが多い。

### 微小角斜視弱視（microtropic amblyopia）
10プリズム以下の眼位異常を持ち、網膜対応異常が見られることが多い、一眼の視力低下。斜視の角度が小さいため、早期発見が困難な場合が多い。不同視も高頻度に認められるため、不同視弱視と誤診されることも多い。

### 不同視弱視（anisometropic amblyopia）
両眼の屈折値に左右差があり、中心固視をする、屈折異常が強い方の眼の視力低下。屈折異常による網膜中心窩へのdefocusが原因となる。

### 屈折異常弱視(ammetropic amblyopia)
屈折異常で網膜中心窩にdefocusが起こることによる、両眼の視力低下。ただし高度遠視の場合のみに該当する。近見で明視できる状況があることから、強度近視で視力不良がある場合の多くは何らかの器質的弱視（病的弱視）の要素が含まれることが多い。
経線弱視も挙げられる場合があるが、これは実験的研究から生まれた概念であり、臨床上ではありえないという意見が多い。

## 治療
0 - 7歳くらいまでに（3歳児健診などで）発見できれば弱視は改善しやすいが、大人の弱視は目の機能が未発達のまま完成しているため難しい。個人差があるが、感受性期（臨界期）とされる5〜6歳までであれば眼鏡や視能訓練などにより殆どの回復は可能である。左右の視力に格差がある弱視（不同視弱視）には、健康な眼（健眼）を遮蔽する治療法（遮蔽法）としてアイパッチやアトロピン点眼がある。近年では、遮蔽せず両眼を開けたまま（両眼開放下）で治療のできるオクルパッドも使われている。アイパッチは安価で手軽なため古くから普及しているが、皮膚炎や結膜炎の副作用もあるため利用には両親による注意が必要である（文献では20症例中6例がアイパッチによる皮膚トラブル）。また、終日遮蔽する場合には友人からのからかい、いじめなど精神的ケアも求められる。

### 幼児期
「不同視弱視」などの例では、片眼が見えていないのは生まれつきであるために、本人も親もそのことに違和感を覚えず気付かないまま成長することが多い。そのため、弱視であることを小学校の入学健診ではじめて知る場合も少なくない。治療の有効年齢（感受性期）は、個人差もあるがおおよそ5〜6歳なので、小学生からでは治療を受けても一生弱視になる可能性が非常に高くなる。そのため3歳児健診で眼の異常を発見することが非常に大切となり、日本視能訓練士協会では平成3年から全国の保健所へ三歳児眼科健診マニュアルを配布して普及啓蒙に務めている。

### 保険機関の対応
弱視の治療には、まず初めに眼鏡を使用するのが通例であり、いわば眼鏡は治療用器具ともいえる。治療の過程では回復度合いを見てレンズの度数を何度も変える必要がある。しかし乳幼児期は眼鏡などの扱いが不慣れなため眼鏡を壊してしまったり、なくしたり、レンズが傷ついたりと、何度も買い換える必要があり、また乳幼児用のものは特殊レンズであるため通常価格の数倍の金額で購入しなければならなかった。
2006年4月より小児の弱視治療の眼鏡など（コンタクトレンズも含む）に対する療養費給付保が実施されている。対象となるのは9歳未満の調節性内斜視、不同視弱視、斜視弱視、形態覚遮断弱視、先天白内障となる。費用はかけ眼鏡で36,700円、コンタクトレンズで1枚15,400円となる（全額給付の場合）。更新は5歳未満で1年以上、5歳以上で2年以上の装用期間を経た後となる。

## 社会生活
社会生活についてはロービジョン（または（社会的）弱視）の項目も参照。